# Gerochammina
Gerochammina es un género de foraminífero bentónico de la familia Prolixoplectidae, de la superfamilia Verneuilinoidea, del suborden Verneuilinina y del orden Lituolida. Su especie tipo es Gerochammina stanislawi. Su rango cronoestratigráfico abarca el Cretácico superior.

## Discusión
Clasificaciones previas incluían Gerochammina en el suborden Textulariina del orden Textulariida, o en el orden Lituolida sin diferenciar el suborden Verneuilinina.

## Clasificación
Gerochammina incluye a las siguientes especies:
- Gerochammina lenis †
- Gerochammina obesa †
- Gerochammina stanislawi †